# Helodon onychodactylus
Helodon onychodactylus är en tvåvingeart som först beskrevs av Dyar och Shannon 1927.  Helodon onychodactylus ingår i släktet Helodon och familjen knott. Inga underarter finns listade i Catalogue of Life.